# Ugo Pietro Spinola
Ugo Pietro Spinola (Genova, 29 giugno 1791 – Roma, 21 gennaio 1858) è stato un cardinale italiano.

## Biografia
Nacque a Genova il 29 giugno 1791 da Francesco Maria ed Eugenia Pallavicini.
Dal 1823 al 1826 fu delegato apostolico a Macerata. Dal 1828 al 1832 fu nunzio apostolico a Vienna.
Papa Gregorio XVI lo elevò al rango di cardinale nel concistoro del 2 luglio 1832 e fino alla nomina del cardinale Mario Mattei è stato il porporato italiano più giovane..
Fu legato pontificio a Bologna nel 1835 e dal 1841 al 1843. In quell'anno represse i moti di Savigno colpendo duramente gli autori.
Morì il 21 gennaio 1858 all'età di 66 anni.

## Genealogia episcopale e successione apostolica
La genealogia episcopale è:
- Cardinale Scipione Rebiba
- Cardinale Giulio Antonio Santori
- Cardinale Girolamo Bernerio, O.P.
- Arcivescovo Galeazzo Sanvitale
- Cardinale Ludovico Ludovisi
- Cardinale Luigi Caetani
- Cardinale Ulderico Carpegna
- Cardinale Paluzzo Paluzzi Altieri degli Albertoni
- Papa Benedetto XIII
- Papa Benedetto XIV
- Cardinale Enrico Enriquez
- Arcivescovo Manuel Quintano Bonifaz
- Cardinale Francisco Antonio de Lorenzana y Butrón
- Cardinale Giuseppe Maria Spina
- Cardinale Ugo Pietro Spinola

La successione apostolica è:
- Arcivescovo Luigi Giuseppe Nazari di Calabiana (1847)